# Cryptotis squamipes
Cryptotis squamipes is een zoogdier uit de familie van de spitsmuizen (Soricidae). De wetenschappelijke naam van de soort werd voor het eerst geldig gepubliceerd door J.A. Allen in 1912.

## Voorkomen
De soort komt voor in Ecuador en Colombia.